# Oberwiehl
Oberwiehl im Oberbergischen Kreis ist eine Ortschaft der Stadt Wiehl in Nordrhein-Westfalen (Deutschland) im Regierungsbezirk Köln.

## Lage und Beschreibung
Der Ort liegt rund zwei Kilometer östlich des Zentrums von Wiehl am Fluss Wiehl und südlich der Bundesautobahn 4.

## Entwicklung der Einwohnerzahlen

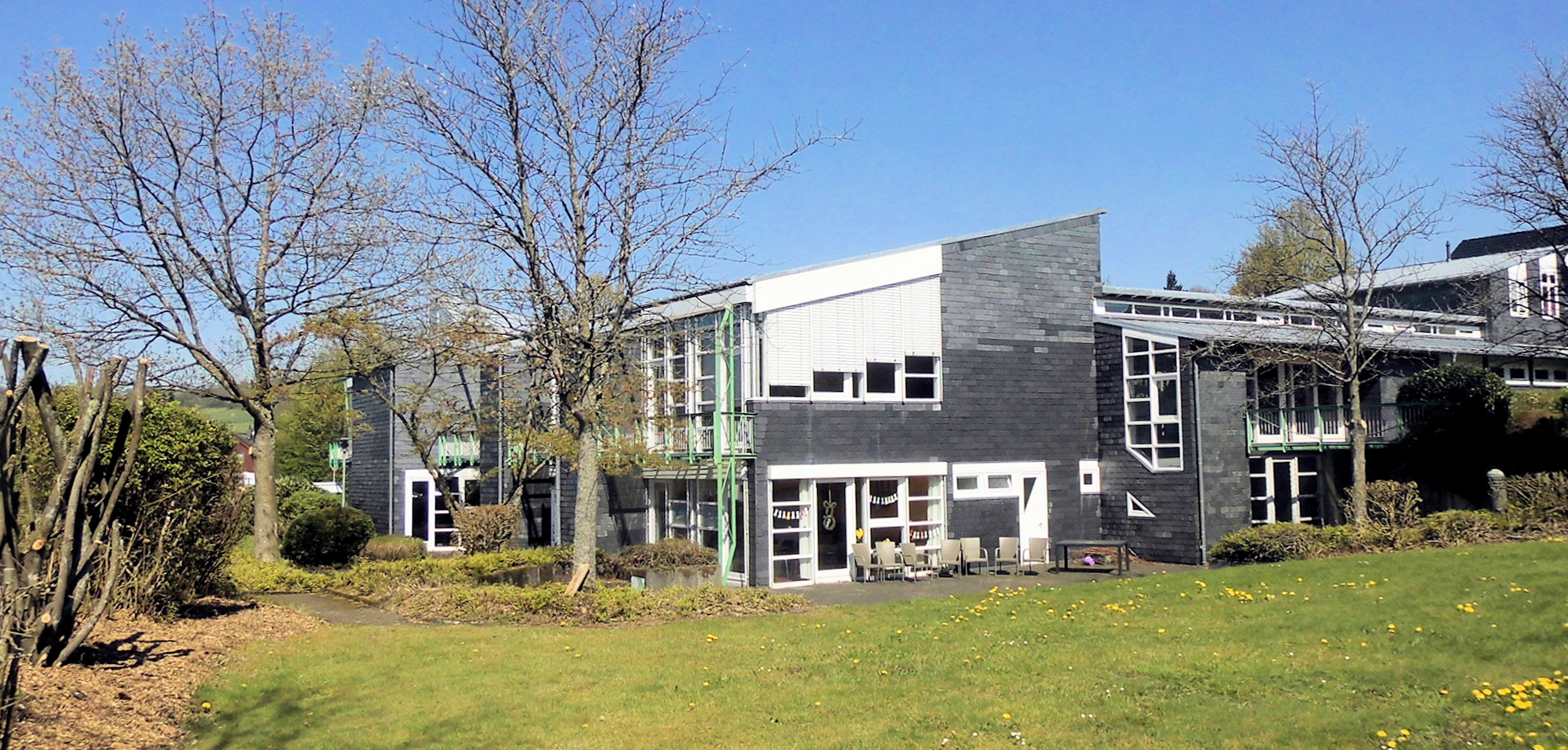
Paul Schneider-Haus Oberwiehl

| Jahr/Datum | Einwohner |
| ---------- | --------- |
| 1840       | 100       |
| 1961       | 673       |
| 2002       | 971       |
| 2004       | 2.555     |
| 2016       | 2.646     |
| 2021       | 2.381     |

## Geschichte
- 1316 wurde der Ort das erste Mal urkundlich erwähnt, und zwar "Teilung der Leute von Nümbrecht: Die Teilungslinie beginnt "et villa que dicitur zo de wele"
- Schreibweise der Erstnennung: zo de Wele
- In den Futterhaferzetteln der Herrschaft Homburg von 1580 werden für den Ort An der Wiell 3 Saynische und 5 Bergische Untertanen als abgabepflichtig gezählt.
- 1586 Der zu Ober Wyel ansässige Schultheiß Johann Dicken wird in seiner Wohnstube vom geschworenen kaiserlichen Kammerboten aufgesucht und nach Speyer vor das Reichskammergericht geladen; dort soll er wegen des Grenzhaders zwischen den Grafen von Sayn-Wittgenstein (Homburg) und dem Herzog von Berg gehört werden. (Hauptarchiv Düsseldorf RKG S. 49/183). Der Streit um territoriale Herrschaftsansprüche endete erst mit dem Siegburger Vergleich von 1604.
- 1840 hatte Oberwiehl 100 Einwohner.
- 1842–1852 wurde die Wiehltalstraße als Verbindung Aggertal mit dem Siegtal ausgebaut. 1851 war sie bis Wiehl fertig und 1852 bis Oberwiehl.
- 1894 wurde die Schule in Oberwiehl, die Eisenhütte und das Hammerwerk eröffnet.
- 1898/1899 wurden die Kunstwollfabrik Hans und das Eisenwerk Grümer eröffnet.
- Um die Wende zum 20. Jahrhundert erzeugt die Kunstwollfabrik Hans elektrischen Strom und versorgt damit auch Häuser und Straßenbeleuchtung.
- Im Jahr 1900 wurde die Freiwillige Feuerwehr Oberwiehl gegründet.
- Seit 1905 wurde die Eisenbahnstrecke Wiehl – Waldbröl über Oberwiehl genutzt.
- Zur Lage der Industrie berichtet 1906 der Bürgermeister von Wiehl: "Die Oberwiehler Kunstwollfabrik beschäftigt jetzt 35 Arbeiter. Besondere Änderungen sind von den genannten Firmen (im Gemeindegebiet) nicht zu berichten".
- 1961 lebten 673 Einwohner in Oberwiehl.
- 1. Oktober 1965 wurde der Personenverkehr der Bahn eingestellt.
- 1967 wurden die Orte Heckelsiefen, Mühlenau, Scheidt, Perke, Soelseifen, Siefen und Schlenke zu Oberwiehl zusammengelegt.
- 1969 wurde Oberwiehl in den Ort Wiehl (später Stadt Wiehl) eingegliedert.
- In den 1980er Jahren werden die Oberwiehler Kunstwollfabrik Hans und das Eisenwerk Grümer stillgelegt und vorläufig für andere Zwecke genutzt. Die entstandene Industriebrache wird später durch die von der Bergischen Achsenfabrik gemeinsam mit der Stadt Wiehl getragene  Oberwiehler Gewerbepark GmbH (OWG)  revitalisiert und einer gemischten Dienstleistungs- und Wohnnutzung zugeführt (Wohnen am See).
- 2002 lebten 971 Einwohner in Wiehl.
- 2004 war die Einwohnerzahl auf 2555 angewachsen.
- 2006 wurde der Damm des Hansteiches nach einem Gutachten der Universität Siegen saniert.
- Im Wettbewerb "Unser Dorf hat Zukunft" wurde 2008 die Auszeichnung "Golddorf Oberwiehl" verliehen.

## Wirtschaft und Industrie

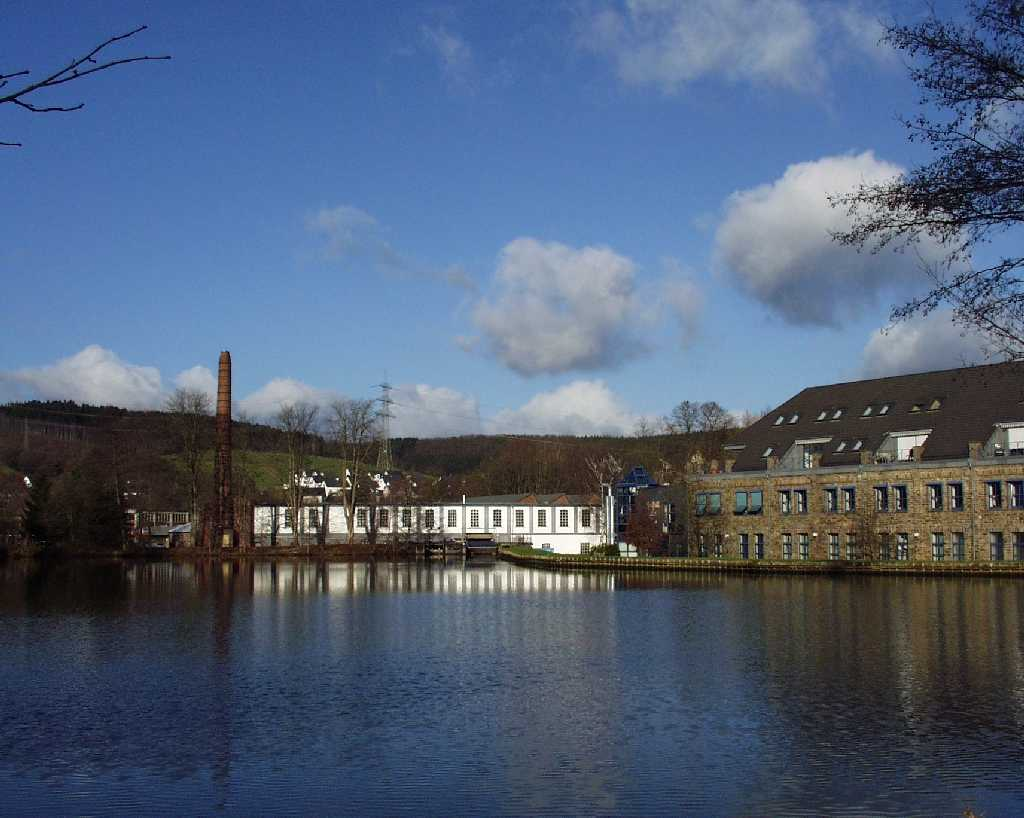
Ehemalige Fabriken und heutiges Gewerbegebiet am Hans-Teich, 2004

Oberwiehl hat zwei Gewerbegebiete und ein Dienstleistungszentrum mit einer Gesamtfläche von 10 ha. Das Gewerbegebiet Oberwiehler Gewerbepark hat eine Fläche von 4,2 ha, Es liegt an der Derschlager Straße und ist 8 km von der Anschlussstellen AS 25 der A 4 entfernt. Das Gewerbegebiet Sengberg ist 3,3 ha groß. Es liegt an der Derschlager Straße mit einer Entfernung von 9 km bis zur AS 25 der A 4. Das Dienstleistungszentrum Heckelsiefen ist 2,5 ha groß. Es liegt an der Landesstraße L 336. Bis zur AS 25 der A 4 sind es 8 km.

## Besonderheiten

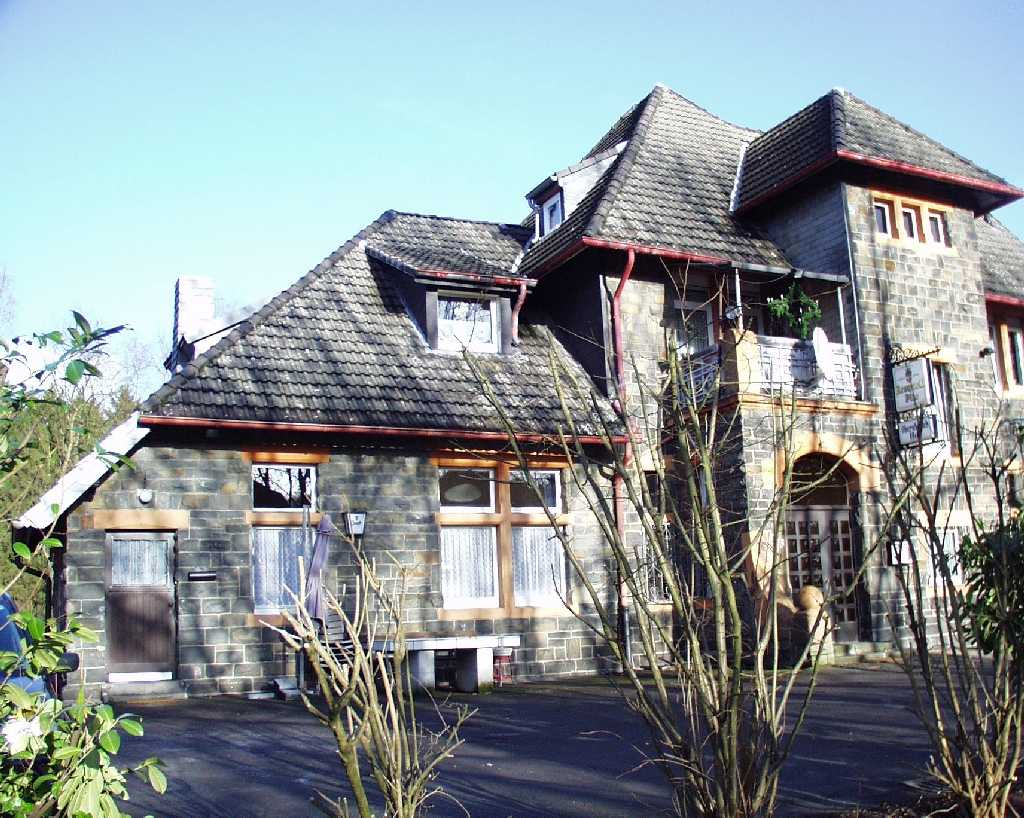
Bahnhofsgebäude von Oberwiehl, 2004

- Oberwiehl ist mit einem eigenen Bahnhof an das Bahnnetz angeschlossen. Der Förderkreis zur Rettung der 1997 stillgelegten und 1999 wieder in Betrieb genommenen Wiehltalbahn führt hier regelmäßig Sonderfahrten mit einem MAN-Triebwagen und gemeinsam mit dem Eisenbahnmuseum Dieringhausen mit dem Dampfzug durch.
- Das Bahnhofsgebäude (heute Gaststätte) ist als ein mit Bruchstein zeittypisch gestaltetes Gebäude unter Denkmalschutz gestellt.
- Der Oberwiehler Kamp mit seinem alten Eichenbestand ist als eine der letzten Saatkrähen-Kolonien im Oberbergischen unter Naturschutz gestellt.